# Osnovni teorem aritmetike
Osnovni teorem aritmetike temeljni je teorem u aritmetici prirodnih brojeva i elementarnoj teoriji brojeva. 
Teorem tvrdi da se bilo koji prirodni broj {\displaystyle n>1} može prikazati kao umnožak potencija prostih brojeva i to jedinstveno do na poredak faktora, tj. {\displaystyle n} se jedinstveno može prikazati kao {\displaystyle n=p_{1}^{\alpha _{1}}\cdot p_{2}^{\alpha _{2}}\cdot \ldots \cdot p_{i}^{\alpha _{i}}} gdje su {\displaystyle p_{1},\ldots ,p_{i}} međusobno različiti prosti brojevi.
Teorem je prvi dokazao Euklid. Ipak, prvi moderni iskaz teorema i njegov dokaz izveo je 1801. mladi Gauss koristeći postupke modularne aritmetike.

## Dokaz

### Konstrukcija
Neka je {\displaystyle n} složeni prirodni broj. Pretpostavimo da se on ne može (u potpunosti) faktorizirati kao u iskazu teorema. Kako {\displaystyle n} nije prost slijedi da ima barem dva djelitelja različita od 1 i od {\displaystyle n}.
Pretpostavimo zato da se {\displaystyle n} može prikazati kao {\displaystyle n=k\cdot l} gdje je {\displaystyle k\in \mathbb {N} } moguće potpuno faktorizirati kao u iskazu, a {\displaystyle l\in \mathbb {N} } barem jedan djelitelj broja {\displaystyle n} koji se ne može potpuno faktorizirati. Zbog pretpostavke mora vrijediti da je {\displaystyle l} složen, tj. {\displaystyle l} sadrži barem 2 faktora veća od {\displaystyle 1}: {\displaystyle l=ab} za {\displaystyle a,b\in \{2,3,...\}.} No sada se, slično, {\displaystyle a} i {\displaystyle b} ne mogu prikazati kao u iskazu pa su složeni, tj. možemo pisati {\displaystyle l=a_{1}\cdot a_{2}\cdot b_{1}\cdot b_{2}} (vrijedi {\displaystyle a=a_{1}a_{2}}, {\displaystyle b=b_{1}b_{2}}). No, taj proces bismo onda mogli ponoviti za {\displaystyle a_{1}}, {\displaystyle a_{2}}, {\displaystyle b_{1}} i {\displaystyle b_{2}}. Prema tome, da pretpostavka vrijedi ovaj algoritam ne bi imao kraja, što znači da bi {\displaystyle n} bio beskonačno velik. To je u kontradikciji s činjenicom da je {\displaystyle n} prirodan broj. Prema tome u nekom trenutku se mora dogoditi da se neki faktor {\displaystyle x}  broja {\displaystyle n} ne može dodatno rastavljati (osim na trivijalan način, {\displaystyle x=x\cdot 1}), a to je jedino moguće ako je taj posljednji faktor {\displaystyle x} u algoritmu prost broj. Naravno neki faktori se mogu i ponavljati.  Poredak faktora je proizvoljan zbog komutativnosti množenja. Time smo konstruirali navedeni rastav broja {\displaystyle n}.

### Jedinstvenost do na poredak faktora
Pretpostavimo da je {\displaystyle n} najmanji prirodni broj koji se može prikazati na barem dva načina kao umnožak prostih faktora, tj. {\displaystyle n=p_{1}p_{2}\ldots p_{i}=q_{1}q_{2}\ldots q_{i}.} Očito {\displaystyle p_{j}|q_{1}q_{2}\ldots q_{i}.} Prema Euklidovoj lemi vrijedi {\displaystyle p_{i}|q_{j}.} Neka bez smanjenja općenitosti {\displaystyle p_{1}|q_{1}.} No, onda se i broj {\displaystyle p_{2}\ldots p_{j}=q_{2}\ldots q_{1}} može prikazati nejedinstveno, što je u očiglednoj kontradikciji s pretpostavkom o minimalnosti broja {\displaystyle n.} Ovime je teorem dokazan.

## Primjeri
Uzmimo {\displaystyle n=40.} Tada je {\displaystyle 40=8\cdot 5=2^{3}\cdot 5.} 
Slično za primjerice {\displaystyle n=444.} Sada je {\displaystyle 444=2^{2}\cdot 3\cdot 37.}
Naravno, jedinstveni način za prikazati {\displaystyle 1,p} kao u iskazu teorema je {\displaystyle 1=1,p=p} gdje je {\displaystyle p} prost broj.

## Vanjske poveznice
- Osnovni teorem aritmetike u Proleksis enciklopediji